# Sankt Andreas kyrka, Strömsnäsbruk
Sankt Andreas kyrka är en kyrkobyggnad i Strömsnäsbruk i Växjö stift. Den är församlingskyrka i Traryds församling.

## Kyrkobyggnad
I samband med uppförandet av ett pappersbruk i Strömsnäs i slutet av 1800-talet kom det att bildas ett samhälle som snabbt växte. Behovet av en kyrkolokal tillhörande Svenska Kyrkan fanns, men församlingsmedlemmarna var länge hänvisade till Traryds kyrka. Ett flertal frikyrkoförsamlingar hade under första delen av 1900-talet etablerat sig på orten. Kyrkan i Strömsnäsbruk uppfördes 1955 efter ritningar av arkitekt Arne Lindström och invigdes 1956 av biskop Elis Malmeström. Fondmålningen Det stora fiskafänget är utförd direkt på putsen av konstnär Rune Söderberg (1915-1977). Genom att ha med själva pappersbruket och kraftverket Kvarnaholm i målningen knöts det bibliska budskapet till nutiden. Genom gåvor fick kyrkan 1958 en fristående klockstapel.

## Orgel
Den ursprungliga orgeln byggdes av Kemper & Sohn i Lübeck och placerades på läktaren. Kemper & Sohn-orgeln är en elektropneumatisk orgel som fått en ny fasad.
| Huvudverk I   | Svällverk II      | Pedal      | Koppel |
| Rörflöjt 8´   | Gedacht 8'        | Subbas 16' | I/P    |
| Principal 4´  | Blockflöjt 4´     | Pommer 4'  | II/P   |
| Waldflöjt 2´  | Principal 2´      |            | II/I   |
| Mixtur 4 chor | Scharff 3 chor    |            |        |
|               | Crescendosvällare |            |        |

År 1987 kompletterades läktarorgeln med en kororgel, tillverkad av Walter Thür Orgelbyggen. Kororgeln är en mekanisk orgel. Fasaden är ritad av orgelbyggaren.
| Manual        | Pedal      | Koppel  |
| Gedackt 8´    | Subbas 16' | Man/Ped |
| Rörflöjt 4´   |            |         |
| Principal 2´  |            |         |
| Mixtur 2 chor |            |         |